# Umbul

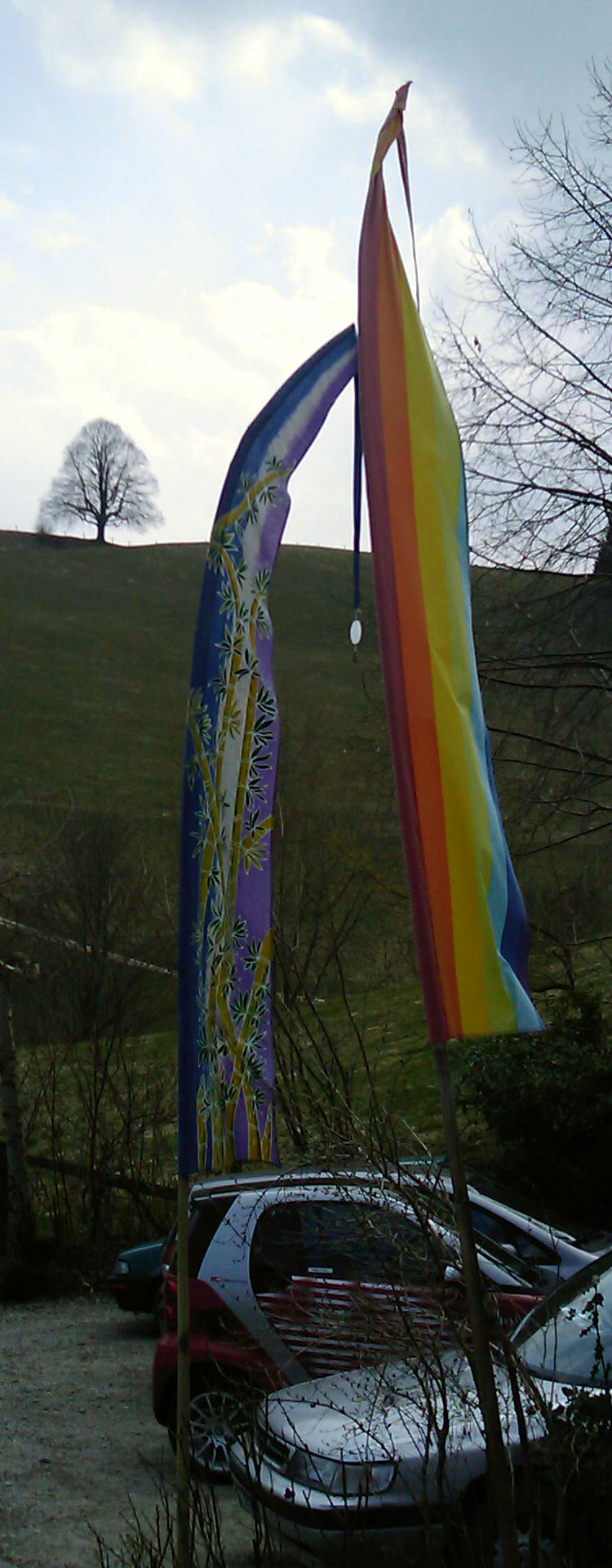
Umbulumbul

Een umbul (meervoud umbulumbul) is een langwerpige vlag die op een lange bamboestok is bevestigd.
De stok is meestal drie tot vier meter lang en wordt door de vlag kromgetrokken. Vaak zit er op de top een vaandel. De veelkleurige vlaggen kom je veel tegen in Indonesië en op Bali. Ze worden gebruikt voor religieuze gelegenheden, maar ook voor festiviteiten of langs het strand.